# Gavaudan (troubadour)
Pour les articles homonymes, voir Gavaudan.
Gavaudan le Vieux est un troubadour qui fut connu entre 1195 et 1215 par une dizaine de pièces lyriques en occitan.
On ne sait pas grand-chose de lui, sinon qu'il était originaire du bourg de Gavaudun, ou du comté de Gévaudan qui dépendait des comtes de Provence.

## Son œuvre
Malgré le peu de textes qui restent, on reconnaît en lui des thèmes assez variés, moraux et politiques, des chansons pieuses, des pastourelles et une complainte pour la mort de sa dame.
Gavaudan cultive un style hermétique empreint d'orgueil, il se complaît dans la difficulté avec une attitude ironique.
Son texte le plus connu est La cansó de la crotzada.

## Quelques titres
- Senhor, per los nostres peccatz[4]
- L'autre dia, per un mati
- Crezens, fins, verays e entiers

## Liens
- (en) « Gavaudan: Complete Works », sur www.trobar.org (consulté le 27 novembre 2014)

## Note
1. ↑  Camille Chabaneau, Les biographies des troubadours en langue provençale, Toulouse, E. Privat, 1885 (BNF 30214219), p. 144
2. ↑  Félix Buffière, Ce tant rude Gévaudan [détail des éditions], Tome I, chap. 22
3. ↑  Martín de Riquer, Los Trovadores, Historia literaria y textos, Ensayos/Planeta, p. 1046 (en castillan).
4. ↑  Gavaudan : Senhor, per los nostres peccatz – https://i.imgur.com/w5MH5l0.jpg